# 哈萨克斯坦安全委员会
哈萨克斯坦安全委员会，或称“国家安全会议”，是哈萨克政府的宪法咨询机构，协助和帮助哈萨克斯坦总统制定军事政策以及执法的机构。哈萨克斯坦总统是该委员会的成员，该委员会的委員还包括哈薩克斯坦国防部长和哈薩克斯坦总参谋长。哈萨克斯坦安全委员会第一負責人是主席，第二負責人是秘書。努尔苏丹·纳扎尔巴耶夫曾經擔任該委員會的主席，2022年哈薩克斯坦抗議發生後卡西姆若马尔特·托卡耶夫出任主席。

## 历史
哈萨克斯坦安全委员会可以追溯到1991年8月21日，当时哈萨克苏维埃社会主义共和国总统努尔苏丹·纳扎尔巴耶夫下令成立哈萨克苏维埃社会主义共和国安全委员会。后来于1993年6月成为哈萨克斯坦共和国安全委员会。政府于1999年3月20日批准了安全委员会目前的任务和条例。1994年6月设立哈萨克斯坦安全委员会秘書，負責向主席报告。哈薩克斯坦议会于2018年5月通过的一项修正案规定，安全委員會做出的决定是强制性的，哈萨克斯坦共和国的国家机构、组织和官员必须严格执行。

## 会员
安全委員会常任成員包括：
- 总统
- 哈萨克斯坦总理
- 总统行政首长
- 安全委員会秘书
- 国家安全委员会主席（英语：National Security Committee (Kazakhstan)）
- 哈薩克斯坦外交部長（英语：Ministers of Foreign Affairs (Kazakhstan)）
- 哈薩克斯坦國防部長（英语：Ministry of Defense (Kazakhstan)）

其他成员包括：
- 哈萨克斯坦议会主席
- 哈薩克斯坦参议院主席
- 哈薩克斯坦情报局局长（英语：Foreign Intelligence Service (Kazakhstan)）
- 哈薩克斯坦内政部长（英语：Ministry of Internal Affairs (Kazakhstan)）
- 哈薩克斯坦总参谋长（英语：Chief of the General Staff (Kazakhstan)）